# Солидарность (Шотландия)
Солидарность, полное название Солидарность — Шотландское социалистическое движение (англ. Solidarity или Solidarity – Scotland's Socialist Movement) — социалистическое движение в Шотландии, организованное Томми Шериданом.
Движение было основано Томми Шериданом и частью ушедших вместе с ним из Шотландской социалистической партии.

## Раскол в Шотландской социалистической партии
11 ноября 2004 года Томми Шеридан покинул пост главы ШСП, сославшись на семейные обстоятельства, он утверждал что его жена ждёт первенца. Его отставка вызвала споры в прессе. Британский таблоид «News of the World» выпустил серию статей, посвящённых отставке, в одной из них содержались обвинения во внебрачных связях. Шеридан отверг все обвинения и заявил о намерении подать в суд на издание.
В ходе судебного заседания судья по требованию ответчика запросила протоколы заседаний партии, вызванный свидетелем Алан МакКомбс отказался их предоставить. По решению судьи свидетель вынужден был провести 12 дней в заключении до того как партия решила предоставить протоколы, которые впоследствии были обнародованы. В стенограммах обсуждения членами партии одной из статей «News of the World», в которой утверждалось, что Шеридан посещал клуб свингеров в Манчестере, а также то, что он употреблял шампанское и кокаин, хотя неоднократно заявлял о своём трезвом образе жизни. В стенограмме этого обсуждения зафиксированы слова Шеридана о том что он действительно два раза посещал свингер-клуб в 1996 и 2002 годах. В дальнейшем многие участники беседы были вызваны в суд в качестве свидетелей. Часть свидетелей подтвердила что Томми Шеридан в приватной беседе признался в том что он посещал свингер-клубы, также они отмечали, что он сожалел о своих поступках и называл их ошибкой. Сам Томми Шеридан утверждал что стенограмма велась не точно и что на самом деле он утверждал что не посещал свингер-клубы.
Дело слушалось перед жюри присяжных, что необычно для шотландского гражданского делопроизводства. Несмотря на всю неоднозначность процесса присяжные присудили газете выплатить Томми Шеридану 200000 фунтов стерлингов. Впоследствии Томми Шеридан и ряд свидетелей были признаны виновными в даче ложных показаний суду, Томми Шеридан был осуждён на три года лишения свободы, вышел досрочно отбыв примерно один год в заключении.
В результате скандала Томми Шеридан и часть поддержавших его членов ШСП организовали движение «Солидарность». Скандалы в связи с образованием движения продолжились. Денежные средства с региональных счетов Шотландкой социалистической партии были перечислены в пользу движения Солидарность, руководство ШСП объявило данные действия мошенническими.

## Солидарность
После образования движения к нему присоединилось около 600 человек. В своём первом участии в выборах в шотландский парламент в 2007 году партия получила всего 31000 (1,5 %) голосов. Солидарности не удалось получить ни одного места в парламенте. В 2010 году лидер движения Томми Шеридан был осуждён на 3 года тюремного заключения за дачу ложных показаний в ходе гражданского процесса против «News of the World». В тюрьме Шеридан пробыл около года и вышел досрочно. Во время заключения «Солидарность» крайне ограниченно вела себя на политической арене Шотландии, в результате на выборах 2011 года движение набрало мизерное количество голосов (2837 или 0,14 %).
В 2009 году «Солидарность» присоединилась к антиглобалистскому движению и участвовала в выборах в Европарламент.

## Примечание
1. ↑  Sheridan resigns as SSP leader. BBC News. 11 ноября 2004. Дата обращения: 14 июля 2006.
2. ↑  Call girl claims Sheridan affair. BBC News. 5 июля 2006. Архивировано 7 июля 2006. Дата обращения: 4 мая 2007.
3. ↑  John Robertson. Sheridan had an affair with former prostitute, journalist tells court. The Scotsman (6 июля 2006). Дата обращения: 4 мая 2007. Архивировано из оригинала 21 июля 2006 года.
4. ↑  Sheridan 'admitted' being in club. BBC News. 7 июля 2006. Архивировано 20 июля 2006. Дата обращения: 4 мая 2007.
5. ↑  John Robertson (5 июля 2006). Sheridan 'admitted going to swingers club'. The Scotsman. Edinburgh. Архивировано 20 июля 2006. Дата обращения: 4 мая 2007.
6. ↑  Sheridan victory in court battle. BBC News. 4 августа 2006. Архивировано 20 декабря 2007. Дата обращения: 4 мая 2007.
7. ↑  Solidarity councillor defection. Дата обращения: 14 декабря 2012. Архивировано 23 декабря 2007 года.